# Helge Lindahl

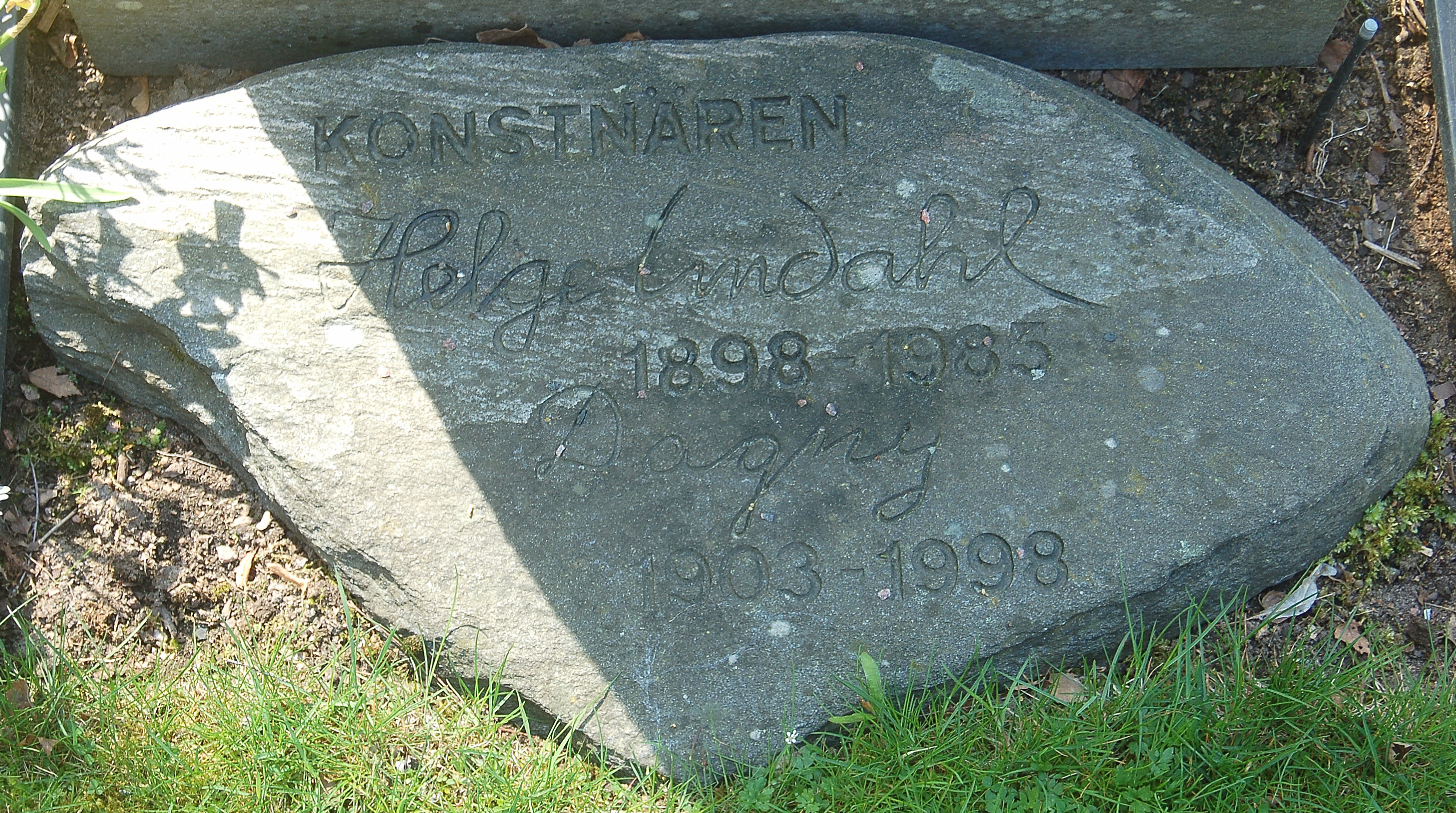
Helge Lindahls gravvård på Hammarös kyrkogård

Helge Eugen Lindahl, född 10 december 1898 i Kalmar, död 1985, var en svensk konstnär. År 1930 gifte han sig med Karin Dagny Fredrika Fredholm och tillsammans fick de dottern Cai Lindahl-Sonesson som blev textilkonstnär.
Lindahl bedrev studier vid Slöjdföreningens skola i Göteborg för Hjalmar Eldh 1921-1924, varefter han studerade vid Académie de la Grande Chaumière i Paris 1927. Efter studierna gjorde han ett flertal kortare studieresor till bland annat Danmark 1924, Frankrike 1947-1948 och Italien.
Lindahl hade ett flertal separatutställningar, bland annat vid Olsens konstsalong i Göteborg 1949, i Uddevalla 1949 och 1956 [var?], och på Kalmar konstmuseum 1953.[källa behövs] Han målade figurmotiv samt landskap i harmonisk kolorit.
Lindahl finns representerad på Kalmar konstmuseum, Göteborgs stadsmuseum och stadshuset i Tranås.[källa behövs]